# 西豪厄爾斯維爾鎮區 (北卡羅萊納州羅伯遜縣)
西豪厄爾斯維爾鎮區（英語：West Howellsville Township）是位於美國北卡羅萊納州羅伯遜縣的一個鎮區。

## 地方資料
西豪厄爾斯維爾鎮區的面積為99.97平方千米，皆為陸地。根據2020年美國人口普查的數據，當地共有人口2464人，而人口密度為每平方千米24.65人。